# 董毓琦
董毓琦，临海人，是一名清朝政治人物。附生出身。
董毓琦曾于光绪十八年(1892年)接替邱瑞锦任邵武府知府一职，光绪十九年(1893年)由邱晋昕接任。